# Jožica Juratovec
Jožica Juratovec, slovenski fotomodel, * 1950 ali 1951
Zmagala je na tekmovanju Miss Universe Slovenije 1969 (Lepotica 69). Ena njenih prvih uradnih dolžnosti je bila otvoritev hotela. Sponzor Lek jo je skupaj z njenima spremljevalkama, Vikico Ekart in Antonijo Ramoveš, odpeljal v italijansko tovarno, ki je izdelovala njihove lepotne kapljice za oči. Imele so tudi tiskovno konferenco v novem turističnem naselju na rtu Gargano. Nosile so bela usnjena oblačila, potiskana s časopisnimi stolpci.
Osvojila je tudi zmago na lepotnem tekmovanju Radensko srce 1968 v Radencih. Nastopila je na tekmovanju Miss Slovenije 1968. Z delom fotomodela je imela že prej izkušnje. Leta 1969 je bila v tiskanem oglasu za Rašico.

## Delo in šola
Na koncu osemletke je imela popravni izpit, zato je zamudila vpis na gimnazijo. Vpisala se je trgovsko šolo, na oddelek za živila in oblačilno stroko. V trgovini Okras na Čopovi ulici je dve leti prodajala moška oblačila. Leta 1969 je začela obiskovati dvoletno administrativno šolo. Sanjala je o tem, da bi postala stevardesa.

## Zasebno
Doma je bila ob robu Šišenskega hriba (Rožnik). Imela je starejšo sestro.
Hodila je z nogometašem Olimpije, Branetom Jovanovićem, ki naj bi študiral ekonomijo in je oktobra leta 1969 začel služiti vojaščino. Spoznala sta se, ko je hodil v njeno trgovino. Pričakovala je, da se bosta nekoč poročila in odšla živet v Beograd, na katerega je bil navezan.
Visoka je 166 centimetrov.